# ياسين رشدي
ياسين محمد رشدى (1 يناير 1932 - 28 يوليو 2010) هو عالم إسلامي مصري.

## حياته ونشأته
حصل على بكالوريوس العلوم البحرية سنة 1952 وشهادة ربان لأعالى البحار عام 1967. تدرج بالوظائف المدنية حتى درجة وكيل وزارة. ثم ترك الوظائف المدنية عام 1983 م بالاستقالة للتفرغ للدعوة والأعمال الخيرية. تربى فضيلته وتلقى العلم على يد شيخه فضيلة الشيخ محمد الأمير عبد المنعم، ثم عمل فضيلته في مجال الدعوة منذ سنة 1962 بعد أن أذن له شيخه بذلك. توفى الأربعاء 28-07-2010 وقد أقيمت جنازة الداعية الإسلامى الراحل ياسين رشدى بعد صلاة ظهر الخميس، وتم دفن الجثمان بمقابر الاسرة ببرج العرب بالإسكندرية.

## مسيرته
قام بتنظيم حلقات العلم في المسجد كتحفيظ القرآن الكريم، بالتجويد، وتدريس الفقه، كما قام بشرح للعلوم الدينية المختلفة كعلوم القرآن وتعريف بالصحابة وأخلاقيات الإسلام .. وما إلى ذلك).
قام بتوسعة المسجد ثلاث مرات: التوسعة الأولى عام 1979 ثم التوسعة الثانية عام 1989 ثم التوسعة الثالثة عام 1994) لتصل مساحة المسجد إلى ما يزيد على سبعة أضعاف المسجد الأصلى. حصل فضيلته على نوط الامتياز من الطبقة الأولى من السيد رئيس الجمهورية في يوم تكريم الدعاة بتاريخ 24 رجب 1411 هجرية) الموافق 9 فبراير 1991م.
رأس مجلس إدارة جمعية المواساة بالإسكندرية منذ عام 1991، كما تم اختيار فضيلته عضواً بمجلس إدارة مستشفى المواساة التابعة لجامعة الإسكندرية بقرار المحافظ رقم 265 لسنة 1996. تم ترشيح سيادته من كلية الآداب جامعة القاهرة لنيل جائزة الملك فيصل العالمية لخدمة الإسلام بتاريخ 9-7-1992. وحصل على عضوية اتحاد الكتاب (عضوية عاملة).

## مؤلفاته[6]
صدر له (15) مؤلف من مجموعة «سلسلة الطريق إلى الله» وهي:
هو الله - الإسلام وأركانه - الأحاديث القدسية - المحظورات - من أخلاقيات الإسلام - من مجامع الكلم التربية في الإسلام - في رحاب الأصحاب - نساء مؤمنات - التصوف ماله وما عليه - من أحكام الإسلام - تأملات في آيات من القرآن الكريم - من علوم القرآن وبلاغته - مناجاة - في رحاب المصطفي المختار (صلي الله عليه وسلم ).
و كل هذه المؤلفات تم مراجعتها والموافقة عليها من مجمع البحوث الإسلامية بالأزهر الشريف، كما ترجمة إلى اللغة الإنجليزية والفرنسية.
- أنشأ مركز المواساة الإسلامى الدولي منذ عام 1984. هذا المركز يقوم بالاتصال بما يزيد على ألف مركز على مستوى العالم الإسلامى ويتم تزويد تلك المراكز بالكتب والنشرات الدينية – مجانا دون مقابل - باللغة العربية والإنجليزية والفرنسية بالتعاون مع كل من الأزهر الشريف والمجلس الأعلى للشئون الإسلامية.

أنشأ لجنة الزكاة والقروض الحسنة بالجمعية والتي تقوم بالصرف على ما يزيد على (3500 أسرة) على مستوى الإسكندرية، بخلاف الصرف على الحالات التي تحتاج لإعانة عاجلة (كالكوارث - العمليات الجراحية .. وما إلى ذلك).[بحاجة لمصدر]
أنشأ لجنة كفالة المريض لعلاج المرضى الفقراء مجانا ليشمل العلاج : (الكشف والتحاليل والإشعات وإجراء العمليات الجراحية وصرف الدواء..). أنشأ مركز المواساة الطبى بالقبارى على أعلى مستوى وقد تم تجهيزه بأحدث الأجهزة الطبية لخدمة أبناء الحي الفقراء بأسعار رمزية.
أنشأ مشروع كفالة التعليم ويتم من خلاله الصرف على أربعة آلاف تلميذ وتلميذة بمراحل التعليم المختلفة على مستوى محافظة الإسكندرية.
إصلاح وتشجير وإضاءة المنطقة المحيطة بالمسجد بما في ذلك السلم المؤدى إلى منطقة الحضرة والذي عن طريقه يتم الوصول إلى كافة المستشفيات المحيطة بالمسجد. يقوم بالإشراف على مكاتب توجيه الأسرة. أنشأ لجنة كفالة اليتيم وهي ترعى (2160) أسرة لعدد أيتام (3745) يتيما. تم إنشاء دار للمسنين وإنشاء حضانة للأطفال وإنشاء نادي للطفل.

## جوائز[7]
- حصل على نوط الامتياز من الطبقة الأولى من السيد / رئيس جمهورية مصر العربيه في يوم تكريم الدعاة بتاريخ 9 فبراير 1991 .
- رأس مجلس إدارة جمعية المواساة بالإسكندرية عام 1991 م ، كما تم
- اختيار عضوا بمجلس إدارة مستشفى المواساة ( التابعة لجامعة الأسكندرية ) بقرار المحافظ رقم 265 لسنة 1996 .
- رشح من كلية الآداب جامعة القاهرة لنيل جائزة الملك فيصل العالمية لخدمة الإسلام بتاريخ 9 يوليو 1992.
- وحصل على عضوية اتحاد الكتاب.

## وفاته
رحل في يوم الأربعاء الموافق 28 يوليو 2010 ودُفن بمدافن أسرته ببرج العرب بالإسكندرية.